# Ложный красный неон
Ложный красный неон (лат. Paracheirodon simulans) — вид пресноводных лучепёрых рыб из семейства харациновых.
Длина тела около 3,5 см. Продолжительность жизни 5 лет. В природе обитают в бассейне реки Ориноко и Риу-Негру (Бразилия). Стайная рыбка, для содержания в аквариуме необходимо как минимум 9 особей. Маленькие, изящные и менее популярные рыбы, чем оба других представителя этого рода, гораздо реже импортируются. В период акклиматизации требуют особого внимания. Требует густую растительность при достаточном пространстве для плавания. Любят мягкую, слегка кислую воду, параметры воды: температура 23—27 °С; pH 5,0—6,5; жёсткость 3—8 °dH. К неонам не следует подсаживать крупных рыб, которые воспринимают их как добычу. 